# Arbeiderpartiet
Det norske Arbeiderparti (eller Ap, tidligere: Det norske Arbeiderparti (DNA), Nynorsk: Arbeidarpartiet, Samisk: Bargiidbellodat er et socialdemokratisk parti i Norge, og dermed søsterparti til blandt andet Socialdemokratiet i Danmark.[kilde mangler] Arbeiderpartiet er det største parti i Norge målt i antal medlemmer og støtte ved Stortingsvalget 2021.
Partiet blev stiftet den 21. august 1887 i Arendal i Norge. Arbeiderpartiet blev første gang valgt ind i Stortinget ved valget i 1903, og har siden valget i 1927 været det største parti i Norge. Partiet sad første gang i regeringen under Christopher Hornsruds korte tid som statsminister i 1928. I store dele af tiden siden 1935 har Arbeiderpartiet været del af Norges regering. Partiet var sidst i regering 2005-2013 under Jens Stoltenberg, men var i 2013 til 2021 i opposition til Regeringen Solberg. Ved Stortingsvalget 2021 opnåede partiet med andre centrum-venstre partier fremgang og forventes at danne regering.
Arbeidernes Ungdomsfylking er partiets ungdomsorganisation.

## Historie
Partiet dannede regering i 1928, Regeringen Christopher Hornsrud, og tabte valget i 1930.
Det Forenede norske Arbeiderparti blev oprettet som et socialistisk parti med fremkomsten af den socialistiske ideologi og socialisme. Det blev grundlagt den 21. august 1887 i Ormetjern i Barbu kommune uden for Arendal med savværksarbejdere Anders Andersen, oprindeligt fra Jevnaker, som formand. Samhold bevægelsen, der blev oprettet efter Arendalskrakket i efteråret 1886, tog initiativet til stiftelsesmødet. Mødet fandt sted i et rum, der tilhørte et afholdshold. Det første program havde kun fire point  
- universel valgret for mænd og kvinder
- lovpligtig normal arbejdsdag
- direkte skat
- støtte til anerkendte og berettigede strejker

Partiet blev grundlagt på et tidspunkt, hvor der var høj arbejdsløshed i Arendal-området, kort efter det såkaldte Arendal-nedbrud. Mødet i Arendal den 21. og 22. august 1887 omtales som partiets 1. nationale møde og som Arendal-møde.
Det tog tid for partiet at blive mere magtfuldt, men et vigtigt skridt blev taget i 1898. På det tidspunkt blev almindelig valgret for mænd indført i Norge. Dette betød, at husejere, arbejdstagere og personer med lav indkomst fik stemmeret. Mange af dem støttede Arbeiderpartiet.

### 1900–1918
I perioden op til Første Verdenskrig havde den professionelle og politiske arbejderbevægelse sit gennembrud. Styrken i den nationale organisation og fagforeningerne førte også til den anden parts organisation. Kampforholdene i arbejdslivet blev reguleret gennem et nationalt kollektivt forhandlingssystem.
Ved stortingsvalget i 1903 fik partiet sine første repræsentanter på Stortinget. Nye lokale foreninger blev grundlagt, og antallet af medlemmer steg.

### 1918–1927: Fra revolution til revision
Efter første verdenskrig og den russiske revolution radikaliserede Arbeiderpariet sig til et revolutionært parti for proletariatet. Arbejderpartiet valgte at blive medlem af den kommunistiske internationale (Komintern). Registreringen førte til splittelse af partiet, og højrefløjen brød løs og dannede Norges Socialdemokratiske Arbeiderparti. I 1923 blev Arbeiderpartiet udelukket af Komintern, efter at flertallet i Nationalforsamlingen distancerede sig fra Moskvateserne, og således skete der en tredje splittelse. Denne gang forlod venstrefløjen partiet og dannede Norges Kommunistiske Parti (NKP). Ungdomsorganisationen for AP, Norges Kommunistiske Ungdomsforbund (NKU) fulgte NKP efter overtrædelsen.
I 1920'erne opgav Arbeiderpartiet ideen om en væbnet verdensrevolution, og i 1927 fusionerede Arbeiderpartiet igen med Norges Socialdemokratiske Arbeiderparti. NKP forblev et uafhængigt parti. Ved stortingsvalget samme år gik Arbeiderpartiet stærkt frem og blev Norges største parti på Stortinget, noget det har været siden. Arbejderpartiet var stadig tilhænger af socialisme som ideologi, men var gået fra at være et tilsyneladende revolutionært parti til at blive et revisionistisk socialdemokratisk parti. Spørgsmålet er, hvor revolutionerende partiet virkelig havde været. Efter pausen med NKP opretholdt Arbeiderpartiet en revolutionær retorik. Partiets ungdomsforening fik for eksempel sit navn Venstrekommunistisk Ungdomsfylking.

### 1935–1945: Ny regerings æra og krigstid
I 1935 gav Bondepartiet grønt lys for Arbeiderpartiet og Johan Nygaardsvold til at danne en ny regering gennem den såkaldte kriseforlig. Nygaardsvold-regeringen sad i perioden 1935–1945. Under Anden Verdenskrig og den tyske besættelse boede regeringen i Storbritannien. Denne æra med regering har modtaget både ros og kritik. Kritikere påpeger, at forsvaret var dårligt udstyret i mødet med den invaderende styrke, og at regeringen delvis var skyld i det. Arbejdspartiets gamle slagord om "det brudte geværs politik" fremhæves ofte i denne forbindelse. Rosen består af regeringens indsats under krigen, da kongen og regeringen fortsatte deres eksilkamp.

### 1945–1965: Arbejderpartiets storhedstid
Ved parlamentsvalget i 1945 fik arbeiderpartiet et klart flertal, og Einar Gerhardsen dannede en regering. Einar Gerhardsen forblev premierminister indtil 1965, kun afbrudt af partikollegaen Oscar Torp regeringstid fra 1951–1955 og John Lyng i 1963. I denne periode investerede Arbeiderpartiet kraftigt i at udvikle industrien i Norge og genopbygge landet efter anden Verdenskrig. Arbejderpartiet var i spidsen for at opbygge en velfærdsstat samtidig med at de understregede en stærk statskontrol med økonomien. Da partiet kom ind for at støtte norsk NATO medlemskab, fremkaldte det igen intern strid i partiet. Den nationale forsamlingsvalgte partiledelse var derimod meget stabil i hele denne periode, bestående af partileder Gerhardsen, viceleder Trygve Bratteli, partisekretær Haakon Lie og Arbeiderbladet-redaktør Martin Tranmæl.
I 1961 blev nøglepartimedlemmer ekskluderet fra partiet på grund af deres fraktionering i NATO-spørgsmålet. Disse var samme år blandt grundlæggerne af Sosialistisk Folkeparti (forløberen for Sosialistisk Venstreparti). I 1961 mistede Arbeiderpartiet sit flertal på Stortinget, men det var stadig et socialistisk flertal med Socialist Folkepartiets to stortingsrepræsentanter. I 1963 skulle disse to dog vælte Gerhardsen-regeringen i Kings Bay-sagen, da Stortingets flertal støttede et mistillidsforsøg mod regeringen. Samme år blev scenen derfor sat for den første borgerlige regering i efterkrigstiden under John Lyng. Men denne regering sad kun et par uger, før Gerhardsen overtog igen. Årsagen var, at et socialistisk flertal på Stortinget ikke ville støtte Lyngs regeringserklæring. Gerhardsen sad i yderligere to år før et borgerligt flertal på Stortinget i 1965. Gerhardsen trådte derfor tilbage for sidste gang samme år.

### 1965–1986: Nye regeringsperioder og EF-stridigheder
Efter Per Borten regeringstid overtog Trygve Bratteli som statsministerminister for Arbeiderpartiet i 1971. Da spørgsmålet om Norge at blive medlem af EF blev relevant, tog Arbeiderpartiet og Bratteli en positiv holdning. Efter at det norske folk sagde nej til tiltrædelse af EF i 1972, trak han sig tilbage som premierminister. Bratteli overtog igen i 1973. Han blev efterfulgt af Odvar Nordli i 1976, og Arbeiderpartiet forblev ved magten indtil 1981. I 1980'erne kom en højrebølge, som også fandt vej til Norge. Resultatet var, at Kåre Willoch overtog efter Gro Harlem Brundtlands første regeringstid efter valget i 1981.

### 1986–1997: Ny Ap-epoke
Under ledelse af Brundtland og Einar Førde blev partiet moderniseret og genoprettet sin ledende position med et meget godt valgresultat i 1985. I 1986 overtog Gro Harlem Brundtland igen som statsminister. Hun fungerede som regeringschef i 10 år med undtagelse af årene 1989-1990. I 1996 trak hun sig tilbage og overgav roret til Thorbjørn Jagland. Jagland blev straks udsat for kritik for sin tiltrædelseserklæring og begrebet det norske hus, som af mange blev set som dårligt planlagt og viste en simpel forståelse af samfundet. Senere opstod der turbulens omkring nogle af ministrene, og tonen i revisionen var, at flere ministre kom og gik. Jagland blev også udsat for kritik for at have valgt ministre baseret på kendte navne, men uden meget politisk erfaring. På grund af problemerne valgte Jagland derfor at stille et kabinetsspørgsmål til det norske folk foran Stortingsvalget 1997: Hvis Arbeiderpartiet ikke fik mere eller samme støtte som det forrige valg (36,9 procent), ville regeringen trække sig tilbage. Arbeiderpartiet modtog kun 35 procent ved valget, og Jagland trak sig tilbage.

### 1997–nu: Modstand og nyt kursus
Efter Jaglands regeringstid overtog en Sentrum-høyre gering bestående af Senterpartiet, Kristelig Folkeparti og Venstre ledet af Kjell Magne Bondevik. For Arbeiderpartiet var denne gang præget af intern uro og magtkamp. Omkring årtusindskiftet mente mange i partiet, at Thorbjørn Jagland skulle overlade roret til den daværende viceleder Jens Stoltenberg. Som et resultat trådte Jagland af som premierministerkandidat og parlamentarisk leder på Arbeiderpartiets bestyrelsesmøde i februar 2000, men forblev leder af partiet indtil 2002. I marts 2000 overtog Jens Stoltenberg som satsministerminister for Arbeiderpartiet, efter at Bondevik stillede kabinetsspørgsmål i gaskraft-sagen og tabte. Partiet deltog i koalitionsministeret Regeringen Jens Stoltenberg II (2005 - 2013); Statsministeren var fra Arbeiderpartiet.
Arbejderpartiet blev hårdt ramt af Terrorangrebene i Norge 22. juli 2011. AUFs sommerlejr var et vigtigt mål for terroristen, og han dræbte flere af partiets unge lederskabskandidater. Partiet var i lang tid påvirket af intern strid og politisk lammelse og foretog et nyt svagt parlamentsvalg i 2017 med svækket støtte (27,4%) og uden tilstrækkelig evne til at opbygge en koalition. Partilederen Jonas Gahr Støre forblev dog i embedet i hele denne periode. Arbejdspartiets mediedækning fokuserede ofte på interne politiske konflikter og beskrev en svag organisationskultur, der ikke var i stand til at håndtere magtmisbrug.
I januar 2018 blev næstformand Trond Giske suspenderet (og holdt stadig de andre stillinger). Lederartiklen i Aftenposten på d. 5. januar, sagde at partiet er i "dyp krise. Den uavklarte Giske-saken er et problem i seg selv. Den har i tillegg fungert som en katalysator for andre konflikter og problemer i partiet". Han trak sig som næstformand, d. 7. januar. Han blev flyttet fra finanskomiteen, skrev medierne senere.

## Parlamentsvalg (Stortinget) siden 1961
| År   | % af stemmer |
| ---- | ------------ |
| 1961 | 46,8         |
| 1965 | 43,1         |
| 1969 | 46,5         |
| 1973 | 35,3         |
| 1977 | 42,3         |
| 1981 | 37,2         |
| 1985 | 40,8         |
| 1989 | 34,3         |
| 1993 | 36,9         |
| 1997 | 35,0         |
| 2001 | 24,3         |
| 2005 | 32,7         |
| 2009 | 35,4         |
| 2013 | 30,8         |
| 2017 | 27,4         |

## Kommunevalg
Ved valget i 2015 fik partiet 30,0 procent af stemmerne.

## Ledere
Anders Andersen (1887 – 1888)
Hans G. Jensen (1888 – 1889)
Christian Holtermann Knudsen (1889 – 1890)
Carl Jeppesen (1890 – 1892)
Ole Georg Gjøsteen (1892 – 1893)
Gustav Olsen Berg (1893 – 1894)
Carl Jeppesen (1894 – 1897)
Ludvig Meyer (1897 – 1900)
Christian Holtermann Knudsen (1900 – 1903)
Christopher Hornsrud (1903 – 1906)
Oscar Nissen (1906 – 1911)
Kyrre Grepp (1918 – 1922)
Emil Stang d.y. (1922 – 1923)
Oscar Torp (1923 – 1945)
Einar Gerhardsen (1945 – 1965)
Trygve Bratteli (1965 – 1975)
Reiulf Steen (1975 – 1981)
Gro Harlem Brundtland (1981 – 1992)
Thorbjørn Jagland (1992 – 2002)
Jens Stoltenberg (2002 – 2014)
Jonas Gahr Støre (2014 -)